# Nätdejtning
Nätdejtning är ett samlingsbegrepp för internettjänster för kontaktförmedling och partnersökande. Det finns ett stort antal webbplatser som är skapade för detta ändamål, ofta nischade på olika sätt, till exempel efter ålder, land/världsdel, etnicitet, religion, sexuell läggning eller utbildning. För det mesta riktar de sig till personer som söker ett långvarigt förhållande eller äktenskap, men det finns även webbplatser, för människor som önskar en kortare relation eller kortare affär. 

## Popularitet

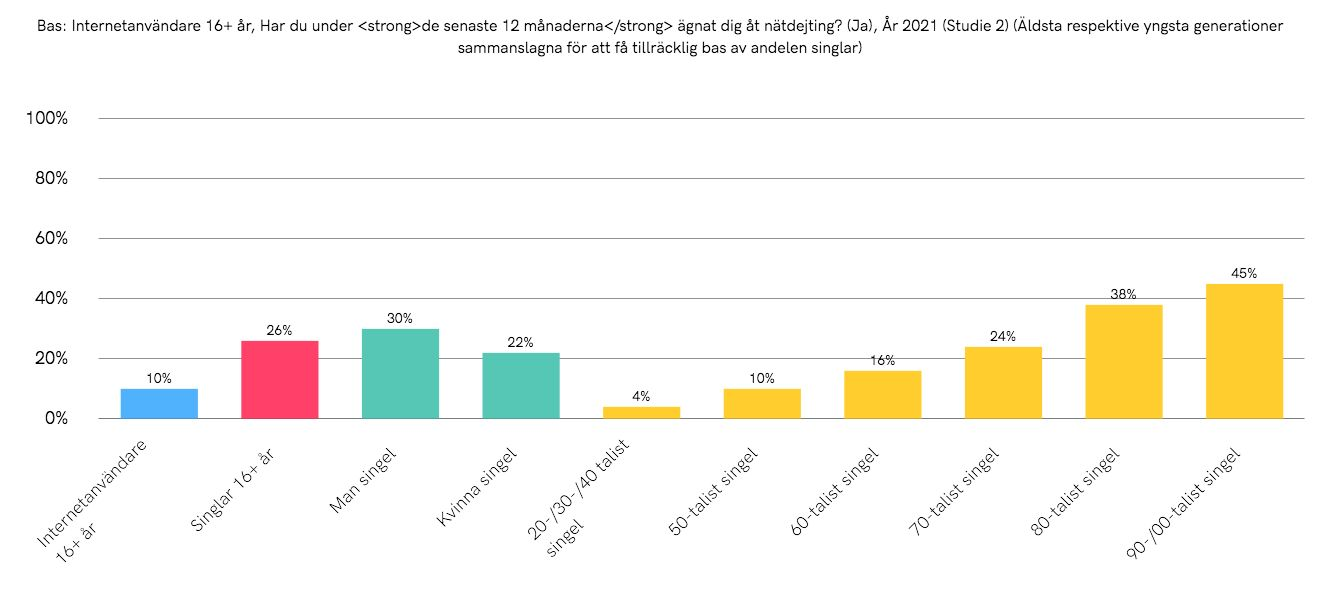
Andelen svenska internetanvändare som 2021 ägnat sig åt nätdejting under det senaste året, uppdelat på kön, relationsstatus och ålder.

I Sverige uppstod nätdejtning runt år 2000 och har sedan dess vuxit snabbt i omfattning och blivit tämligen accepterat som ett normalt sätt att hitta en partner på. År 2010 visade en Sifo-undersökning att nästan var fjärde nytt förhållande i Sverige inleddes via nätdejting. Av alla äktenskap som ingicks i USA mellan 2005 och 2012 tog en tredjedel sin början på nätet.
Rapporten Svenskarna och internet, som kartlägger svenskarnas internetvanor, visade att år 2017 hade 11 procent av de svenska internetanvändarna över 16 år nätdejtat svenskar nätdejtat och var tionde person hade gjort det under det senaste året. Totalt hade 19 procent av svenskarna nätdejtat någon gång och bland dem hade 15 procent blivit sambo eller gifta, 13 procent hade startat en relation, 34 procent svarade att de hade träffat någon men det blev inget och resterande 38 procent hittade ingen att dejta. Undersökningen visade att det var vanligast att nätdejta i 16–25-årsåldern. När samma undersökning genomfördes 2022 låg siffran på ungefär samma nivå, 10 procent hade nätdejtat under det senaste året. Bland ensamstående var siffran högre, 27 procent. Bland de svenskar över 16 års ålder som träffat sin nuvarande partner de senaste 5 åren hade 40 procent träffats via internet. Bland de som träffat sin nuvarande partner de senaste 20 åren hade 28 procent träffats via internet.
Undersökningen visade även att fler män än kvinnor nätdejtade – en tredjedel av alla manliga singlar nätdejtade förra året jämfört med bara en femtedel av de kvinnliga singlarna. Man såg även att en tredjedel av de som nätdejtade betalade för medlemskap och innehåll på nätdejtningsajter. Det var betydligt fler män än kvinnor som var betalande medlemmar.
Majoriteten av de svenskar som hade internetdejtat 2021 hade använt dejtingappen Tinder.
Flera dejtingappar har även börjat inkorporera funktioner från andra populära appar, som exempelvis försvinnande meddelanden likt Snapchat. Funktionerna inkluderas dels för att förbättra användarupplevelsen, men också dels för att särskilja sig från stora appar som Tinder.

## Nätdejtingstrategier för män respektive kvinnor på Tinder
Enligt en undersökning gjord på Queen Mary University ser matchningsfrekvens på Tinder mycket olika ut för män respektive kvinnor: av de män som kvinnor väljer, är det 10% som väljer dem i retur. Av de kvinnor som män väljer, är intresset återgäldat i 0,6% av fallen. Detta tvingar in män i en strategi där de gillar de flesta kvinnor de ser i appen i hopp om att få åtminstone en enda respons. Kvinnor å sin sida blir allt kräsnare och mer selektiva, säkra i vetskapen om att de får en respons.

## Medlemskap
Nätdejtningswebbplatser kan vara avgiftsbelagda och annonsfria, eller gratis och då oftast annonsfinansierade. Det finns även någon enstaka dejtningswebbplats som är helt fri från avgifter och annonser. De flesta dejtningtjänster erbjuder gratis registrering, dock tar många ut en avgift för att man ska kunna använda sig av alla funktioner. Ofta gäller det helt grundläggande funktioner som att kunna läsa och eller skriva meddelanden till andra på sajten. På avgiftsbelagda nätdejtningswebbplatser är det ofta också så att fotografier som andra medlemmar lagt upp av sig själva gjorts suddiga så att man inte kan se hur personen ser ut förrän man betalat avgiften. Det kostnadsbelagda medlemskapet kallas ofta premiummedlemskap, VIP-medlemskap, prenumeration, abonnemang eller dylikt. De kan även erbjuda tjänster som kostar "poäng", dessa poäng samlar man genom att kolla på annonser eller att köpa dem.

## Bedrägerier
En intern variant av bedrägeri går ut på att sajtens ägare skapar falska profiler för att artificiellt skapa intrycket av att det finns många attraktiva medlemmar i sajten. Om affärsmodellen för sajten innebär att man måste betala för att kunna läsa meddelanden kan dessa profiler användas för att skicka meddelanden om falskt intresse för att lura mottagaren att uppgradera sitt medlemskap.
En extern variant av bedrägeri går ut på att bedragare skapar falska profiler för att lura till sig pengar och ägodelar av godtrogna. Ofta utger sig bedragare för att vara kvinnor, änkor eller änkemän, högutbildade och bosatta utomlands.